# Robert Lecou
Robert Lecou, né le 25 juillet 1950 à Paris (Seine), est un homme politique français.

## Biographie
Né à Paris où ses parents natifs de l'Hérault avaient leurs activités professionnelles et où il passe son enfance, Robert Lecou fait ses études secondaires et supérieures à Montpellier. Après une licence d'histoire-géographie à l'Université Paul-Valéry de Montpellier et une formation juridique au sein de l'IPAG de l'Université Montpellier 1, Robert Lecou entame une carrière dans la fonction publique territoriale où il assume les responsabilités, à Saint-Brès et à Lodève, de secrétaire général de mairie (l'actuel directeur général des services municipaux).
Il se lance ensuite dans la politique en étant d'abord conseiller municipal de 1989 à 1990, puis adjoint au maire de Lodève de 1990 à 1995. Il remporte ensuite les élections cantonales sur le canton de Lodève en 1994 et les municipales en 1995 où il est élu maire de la sous-préfecture de l'Hérault.
Candidat une première fois aux élections législatives en 1997, il est battu par le président du Conseil général et député sortant, Gérard Saumade.
En mars 2001, il est réélu maire de Lodève.
Il est élu député le 16 juin 2002, pour la XIIe législature (2002-2007), dans la 4e circonscription de l'Hérault face à la socialiste Hélène Mandroux (qui n'était pas encore maire de Montpellier). Il fait partie du groupe UMP. Sa suppléante est Françoise Fassio.
Candidat à sa réélection en tant que député UMP, pour la XIIIe législature (2007-2012) dans la 4e circonscription, il est réélu avec 51,68 % des suffrages face au PS Jean-Pierre Moure, premier vice-président de l'agglo de Montpellier.
Candidat à sa succession aux élections municipales de Lodève en mars 2008, sa liste est battue par la socialiste Marie-Christine Bousquet qui l'emporte avec 56,08 % des voies contre 43,92 %. Il est depuis, chef de file de l'opposition municipale.
Il est battu par le candidat socialiste Frédéric Roig lors des élections législatives de 2012.

## Mandats

### Conseil municipal de Lodève
- 20/03/1989 au 29/06/2020 : Membre du conseil municipal (conseiller d'opposition dès le 16/03/2008)
- 01/03/1990 au 18/06/1995 : Adjoint au maire
- 19/06/1995 au 16/03/2008 : Maire de Lodève

### Conseil général de l'Hérault
- 28/03/1994 au 16/07/2002 : conseiller général (canton de Lodève)

### Communauté de communes du Lodévois
- 01/07/1995 au 09/03/2008 : président de la communauté

## Décoration
- Chevalier de l'ordre national du Mérite